# 이영호 (아나운서)
이영호(1973년 4월 5일 ~)는 대한민국의 KBS 아나운서이다.

## 학력
- 1992년~1996년 서울대학교 해양학과 학사

## 경력
- 2002년: KBS 28기 공채 아나운서(KBS제주방송총국 지역근무)
- 2018년: 제23회 평창 동계 올림픽 KBS 캐스터

## 진행

### 텔레비전
| 연도 | 방송사 | 프로그램             | 진행 기간                                                  | 비고                         |
| ---- | ------ | -------------------- | ---------------------------------------------------------- | ---------------------------- |
| 2004 | KBS1   | 어린이 뉴스탐험      | 2004년 4월 12일 ~2005년 4월 25일                           |                              |
| 2004 | KBS2   | 생방송 세상의 아침   | 2004년 11월 1일~2005년 10월 28일                           | 스포츠 세계                  |
| 2005 | KBS2   | 색다른 오후          | 2005년 5월 2일~7월 1일                                     |                              |
| 2005 | KBS1   | 색다른 TV            | 2005년 7월 1일~10월 28일                                   |                              |
| 2005 | KBS1   | 당첨! 행운의 영수증  | 2005년 5월 7일~2010년 12월 25일                            |                              |
| 2005 | KBS2   | KBS 8 아침뉴스타임   | 2005년 10월 31일~2007년 4월 27일                           | 연예수첩                     |
| 2007 | KBS2   | 와우! 화제와 현장    | 2007년 4월 30일~11월 1일                                   |                              |
| 2008 | KBS1   | 누가누가 잘하나      | 2008년 11월 21일~2009년 10월 16일                          |                              |
| 2008 | KBS1   | KBS 스포츠 9         | 2009년 4월 25일~2013년 10월 20일                           | 주말                         |
| 2008 | KBS1   | KBS 오늘의 경제      | 2009년 10월 19일~2013년 4월 5일                            |                              |
| 2010 | KBS2   | 르포 아름다운 귀촌   | 2010년 1월 4일~5월 7일                                     | 내레이션                     |
| 2012 | KBS1   | 일자리 119           | 2012년 1월 28일~12월 29일                                  |                              |
| 2013 | KBS1   | 똑똑한 소비자 리포트 | 2013년 10월 25일~2015년 3월 6일                            |                              |
| 2014 | KBS1   | 6시 내고향           | 2014년 11월 26일~12월 2일                                  | 임시진행                     |
| 2015 | KBS1   | 6시 내고향           | 2015년 11월 23일~27일                                      | 임시진행                     |
| 2017 | KBS1   | 6시 내고향           | 2017년 7월 5일~7일                                         | 임시진행                     |
| 2016 | KBS2   | KBS 6시 뉴스타임     | 2016년 8월 29일~2017년 3월 30일                            | 스포츠 타임 진행             |
| 2016 | KBS1   | KBS 5시 뉴스 (오전)  | 2016년 10월 1일~2018년 4월 21일                            | 토요일 진행                  |
| 2016 | KBS1   | KBS 뉴스광장         | 2016년 10월 1일~2018년 4월 21일                            | 토요일 진행                  |
| 2018 | KBS1   | KBS 뉴스 5           | 2018년 4월 23일~2021년 6월 11일                            | 진행                         |
| 2020 | KBS1   | KBS 바둑왕전         | 2020년 11월 10일                                           | 시상식                       |
| 2021 | KBS1   | KBS 뉴스 9           | 2021년 6월 14일 ~ 2023년 11월 10일                         | 평일 진행                    |
| 2022 | KBS1   | KBS 뉴스특보         | 2022년 5월 31일                                            | 밀양 산불 13시간째 (밤 11시) |
| 2023 | KBS1   | KBS 뉴스특보         | 8월 10일 밤 10시 10분 방송분                               |                              |
| 2025 | KBS1   | 아침마당             | 2025년 1월 8일~2025년 1월 9일 2025년 1월 13일 ~ 14일, 16일 | 임시진행                     |

### 라디오
| 연도        | 방송사      | 제목            | 담당                 | 비고                              |
| ----------- | ----------- | --------------- | -------------------- | --------------------------------- |
| 2015 ~ 2016 | KBS 1라디오 | 퀴즈가 좋다     | 진행                 | 2015년 1월 1일 ~ 2016년 5월 6일   |
| 2016 ~ 2018 | KBS 1라디오 | 라디오 전국일주 | 진행                 | 2016년 5월 9일 ~ 2018년 5월 25일  |
| 2023 ~ 2025 | KBS 3라디오 | 건강 365        | 진행                 | 2023년 11월 27일 ~ 2025년 4월 6일 |
| 2024 ~ 2025 | KBS 1라디오 | 오늘 밤 1라디오 | 월요일, 수요일 진행  | 2024년 1월 1일 ~ 2025년 4월 9일   |
| 2025 ~      | KBS 1라디오 | 오늘 밤 1라디오 | 월요일 ~ 목요일 진행 | 2025년 4월 14일 ~ 현재            |
| 2025        | KBS 1라디오 | 오늘 밤 1라디오 | 금요일 임시진행      | 2025년 8월 1일                    |